# 1620

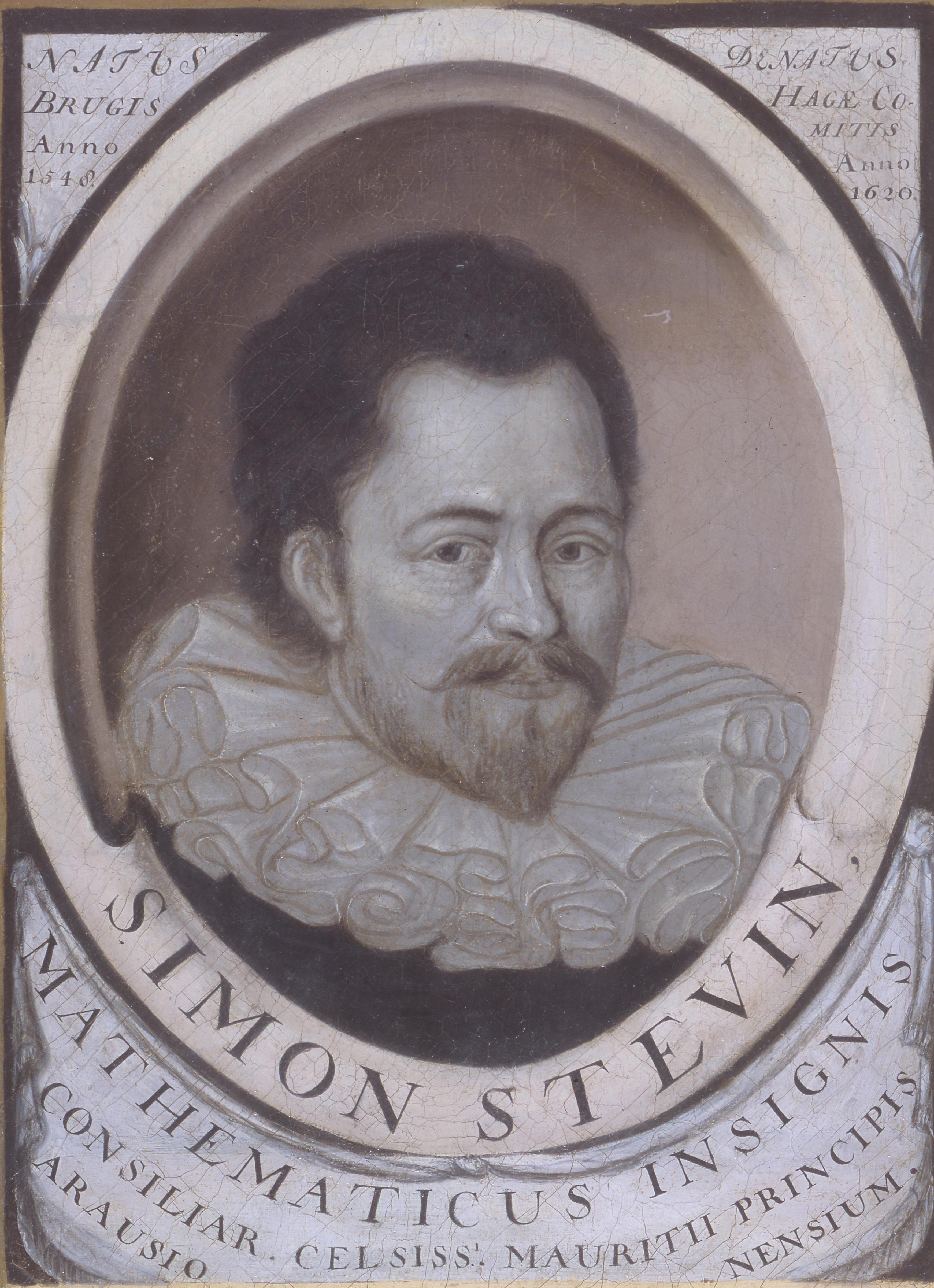
Simon Stevin

Het jaar 1620 is het 20e jaar in de 17e eeuw volgens de christelijke jaartelling.

## Gebeurtenissen
juni
- 16 - François van Aerssen arriveert als eerste gezant van de Republiek in Venetië, waar hij wordt ingehaald door zestig senatoren.

juli
- 22 - De Pilgrim Fathers vertrekken met de Speedwell vanuit Delfshaven naar Southampton op weg naar Amerika.

augustus
- 3 - Graaf Ernst Casimir van Nassau-Dietz wordt beëdigd als gouverneur (stadhouder) van Friesland.

september
- 16 - Uit de haven van Plymouth vertrekt de Mayflower met ruim honderd Pilgrim Fathers, waaronder de opvarenden van de Speedwell.
- 26-27 - Beleg van Prachatice
- 29-30 - Beleg van Písek

november
- 8 - Slag op de Witte Berg
- 9 - De opvarenden van de Mayflower krijgen Cape Cod in zicht.
- 21 - Het Mayflower Compact wordt gesloten. Een overeenkomst tussen alle opvarenden van de Mayflower waarbij zij hun toekomstig bestuur regelen.

december
- 4 - De radicale burgemeester van Amsterdam Frederick de Vrij gaat persoonlijk de Sinterklaaskraampjes op de Dam omvergooien om een eind te maken aan de "paapse stoutigheden" in zijn stad.
- 16 - Nicolas-Claude Fabri de Peiresc stuurt een beschrijving van de Chronograaf van 354 aan Peter Paul Rubens.

zonder datum
- Het koninkrijk Navarra, sinds dertig jaar in personele unie onder de Franse kroon, wordt samengevoegd met koninkrijk Frankrijk.
- Cornelius Drebbel vaart met 12 man een uur of drie onder het wateroppervlak van de Theems, van de Towerbridge naar Greenwich.

## Beeldende kunst

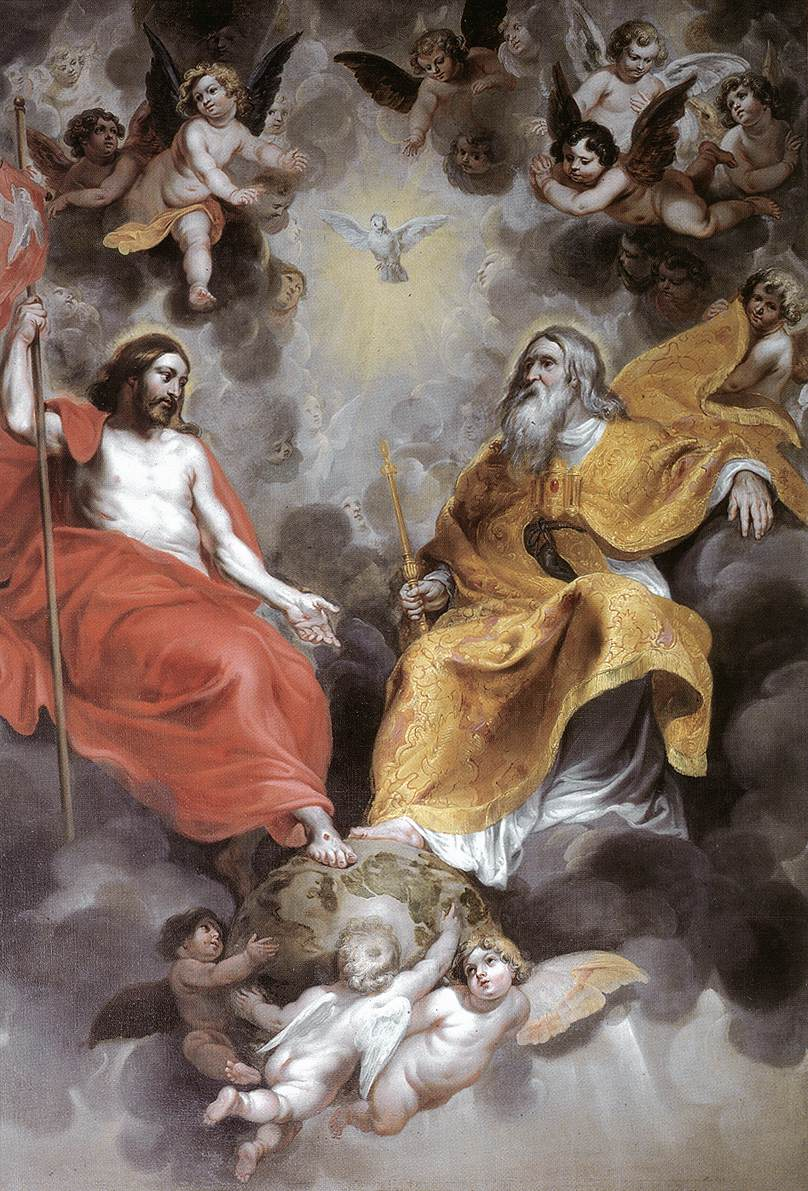
De heilige drie-eenheid (1620) Hendrick van Balen, Sint Jacobskerk, Antwerpen
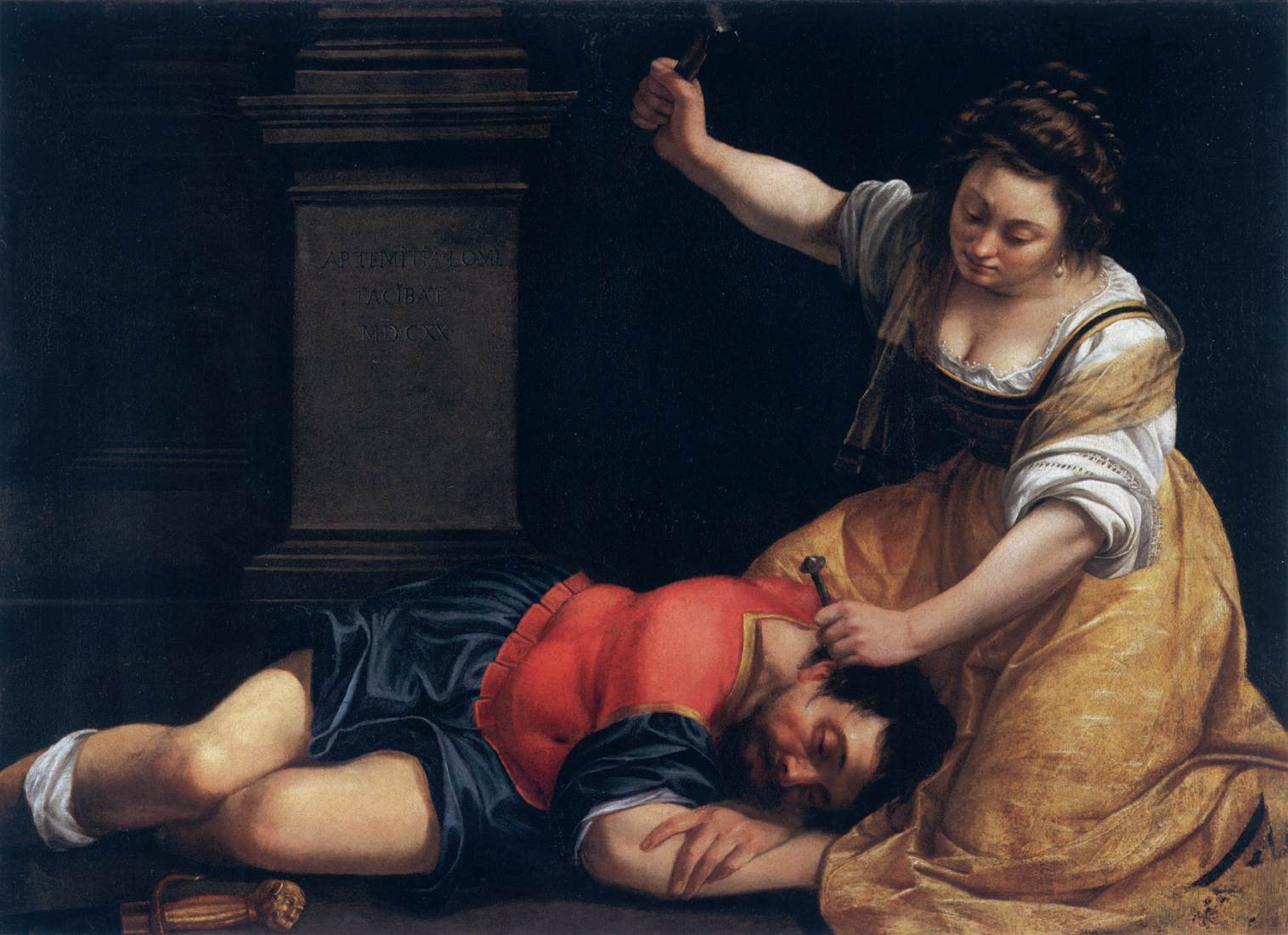
Jaël en Sisera (1620) Artemisia Gentileschi

## Bouwkunst

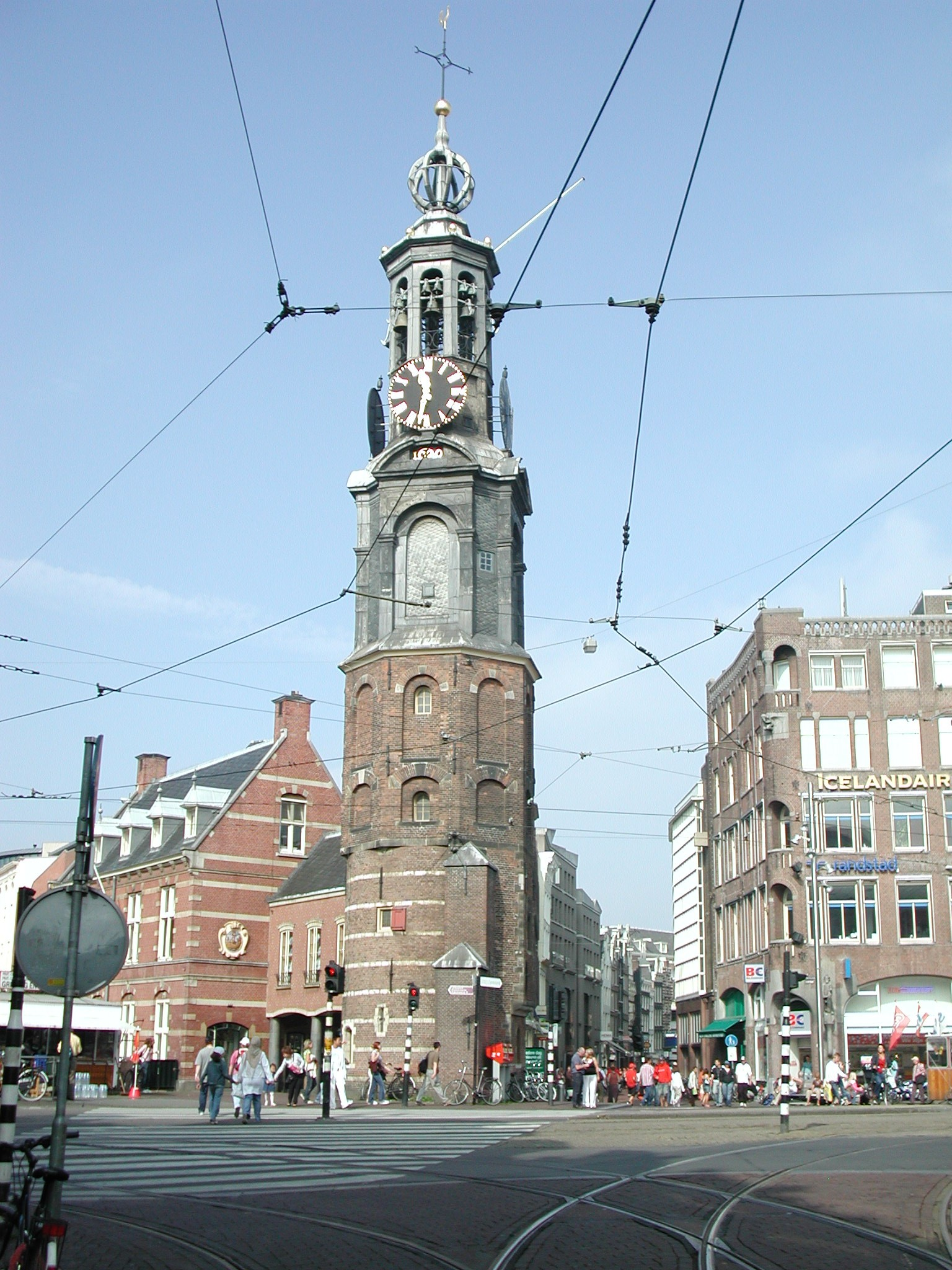
Munttoren (Amsterdam) (1620) Hendrick de Keyser

## Geboren
oktober
- Albert Cuyp, kunstschilder

## Overleden
februari
- 19 - Roemer Visscher (73), Nederlands auteur

mei
- 31 - Willem Lodewijk van Nassau-Dillenburg (60), stadhouder van Friesland

augustus
- 18 - Wanli (56), keizer van China

november
- 13 - Louise de Coligny (65), vierde echtgenote van Willem van Oranje

datum onbekend
- Alexander Anderson (38), Schots wiskundige
- Simon Stevin (72), Nederlands wiskundige en waterbouwkundig ingenieur
- Joachim van den Hove (~53), Vlaams/Nederlands componist en luitist